# مسكارين
المسكارين هو ناتج طبيعي يوجد في عدة أنواع من الفطريات السامة مثل عيش الغراب والإنسيب والحدرجية.

## البنية
يحاكي المسكارين وظيفة الناقل العصبي أسيتيل كولين، إذ هو ناهض غير انتقائي لمستقبلات أسيتيل كولين المسكارينية، وذلك رغم أن البنية الفراغية للمركب غير مرنة، وذلك بسبب الحلقة الخماسية في البنية الجزيئية؛ إلا أنه وباستثناء الرابطة المضاعفة مع ذرة الأكسجين فإن بنية الأسيتيل كولين موجودة في بنية المسكارين.

بنية الأسيتيل كولين.

## الاصطناع
يمكن أن يصطنع المسكارين انطلاقاً من لاكتات الإيثيل (2)، والذي يحوَّل إلى 6,2-ثنائي كلوروبنزيل الإيثر (3)، ثم يختزل بدوره بواسطة هيدريد ثنائي إيزوبوتيل الألومنيوم إلى الألدهيد الموافق (4). تعطي معالجة الألدهيد الخام ببروميد الأليل ومسحوق الزنك بوجود كلوريد الأمونيوم إلى الحصول على مزيج من مركبين وسطيين (5a و 5b)، والذي تؤدي معالجتهما باليود في الأسيتونتريل في حمام ثلجي إلى الحصول على الناتج المطلوب.

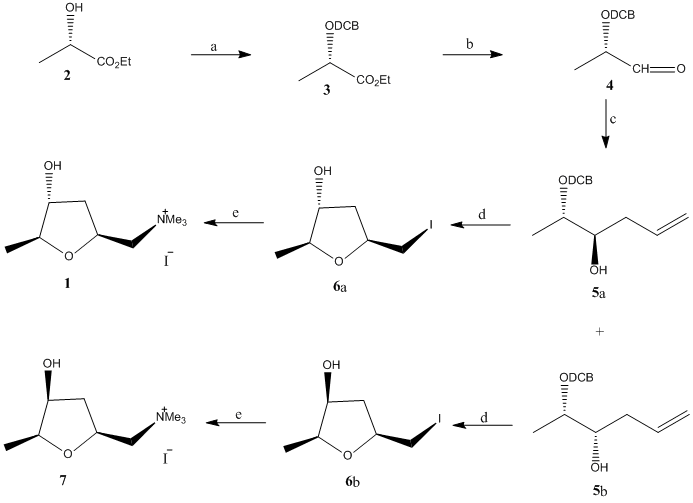
اصطناع المسكارين.

كما توجد العديد من طرق الاصطناع الأخرى المنشورة.

## علم السموم
يرافق التسمم بالمسكارين عدة أعراض مثل تقبُّض الحدقة واضطراب الرؤية وزيادة إفراز اللعاب والعرق والدموع، وغيرها من الأعراض الأخرى.
تستخدم مناهضات المسكارين في معاكسة أثر هذه المادة السامة، ومنها الأتروبين، الذي يستخدم ترياقاً في هذه الحالة.